# Гаспари, Рич
Рич Гаспари (англ. Rich Gaspari; род. 16 мая 1963, Нью-Джерси, США) — американский профессиональный культурист IFBB — International Federation of Bodybuilders, обладатель многочисленных наград в мире культуризма, вписан в Зал Славы IFBB.

## Биография
В 15 лет начал заниматься бодибилдингом, в 16 лет впервые принял участие в соревнованиях по культуризму, занял шестое место. Будучи ещё неизвестным подростком, Гаспари приседал со штангой в 306 кг, и 26 лет спустя, после окончания спортивной карьеры, 48-летний генеральный директор Gaspari Nutrition выжимал гантели по 48 кг.

### Карьера в бодибилдинге
- В 1983 году в возрасте 20 лет Рич Гаспари выиграл своё первое крупное соревнование — «Джуниор Нашионалс 1983».
- В 1984 году после победы на «Мистер Вселенная» (Любительский чемпионат Мира) получил профкарту IFBB.
- В 1985 году на соревнованиях «Ночь Чемпионов 1985» занял второе место, на «Мистер Олимпия» — 3-е место.
- Три года подряд с 1986 по 1988 «Серебряный Рич» занимал 2-е место на «Мистер Олимпии».
- В 1986 году Рич победил на турнире «Чемпионат Мира Про», в том же году ему покорился «Лос-Анджелес Про».
- В 1987 году победил на профессиональных турнирах «Гран При Франция» и «Гран При Германия»
- В 1988 году последовала череда побед на серии «Гран При» — «Гран При Франция», «Гран При Италия», «Гран При Испания», «Гран При Германия».
- В 1989 году Рич Гаспари одержал свою самую значимую победу в карьере. Он стал первым на престижном конкурсе «Арнольд Классик 1989».
- В 1996 году завершил карьеру в соревновательном бодибилдинге, заняв 11-е место на «Торонто/Монреаль Про 1996».

За свою карьеру успел принять участие в более чем 30-ти соревнованиях в 12-ти из которых одержал победу.
Завершив карьеру спортсмена, получил сертификат «Национальной Академии Спортивной Медицины» и разработал методику «Gaspari Nutrition».

## История выступлений
- Торонто/Монреаль Про 1996, 11
- Сан-Франциско Про 1996, 16
- Сан-Хосе Про 1996, 16
- Флорида Про 1996, 12
- Торонто/Монреаль Про 1995, 5
- Ночь чемпионов 1995, 12
- Ниагара Фаллз Про 1994, 15
- Ночь чемпионов 1994, 17
- Чикаго Про 1994, 16
- Арнольд Классик 1992, 13
- Мистер Олимпия 1991, 10
- Арнольд Классик 1991, 7
- Мистер Олимпия 1990, 5
- Арнольд Классик 1989, 1
- Мистер Олимпия 1989, 4
- Мистер Олимпия 1988, 2
- Гран При Англия 1988, 2
- Гран При Германия 1988, 1
- Гран При Греция 1988, 2
- Гран При Испания 1988, 2
- Гран При Испания 1988, 1
- Гран При Италия 1988, 1
- Гран При Франция 1988, 1
- Гран При Германия 1987, 2
- Гран При Германия 1987, 1
- Гран При Франция 1987, 1
- Мистер Олимпия 1987, 2
- Лос-Анджелес Про 1986, 1
- Мистер Олимпия 1986, 2
- Чемпионат мира Про 1986, 1
- Ночь чемпионов 1985, 2
- Мистер Олимпия 1985, 3
- Нашионалс 1984, 1 в категории Полутяжёлый вес
- de:Чемпионат Мира любительский, 1984 1 в категории Полутяжёлый вес
- Нашионалс 1983, 5 в категории Тяжёлый вес
- Джуниор Нашионалс 1983, 1
- Джуниор Нашионалс 1983, 1 в категории Тяжёлый вес